# Euchorthippus pulvinatus
Euchorthippus pulvinatus – gatunek owada prostoskrzydłego z rodziny skakunowatych.
Samce osiągają od 12 do 17 mm, a samice od 20 do 27 mm długości ciała (inne źródło podaje 12–20 mm dla samców i 17–28 mm dla samic). Zwykle ubarwiony jest żółtawo lub jasnobrązowo z ciemniejszymi podłużnymi liniami. Głowa w widoku od góry jest ostro zakończona, a pokrywy i skrzydła tylne sięgają do końca odwłoka, co różni ten gatunek od podobnego Euchorthippus declivus.
Występuje w Europie, Turcji, Kaukazie i Syberii.
Larwy tych szarańczaków pojawiają się na początku lata i po około miesiącu przekształcają się w postacie dorosłe. Koniki Euchorthippus pulvinatus tworzą duże skupienia i wyrządzają duże szkody w środkowej i północnej Syberii.